# Michael Classen
Michael Classen (14. marts 1758 i Kongsberg – 21. februar 1835 på Ejegod) var en dansk diplomat og godsejer.
Han var søn af organist Nicolaj Clasen og Anna Cathrine Olsdatter Falkenberg og tog 1776 juridisk eksamen (exam. jur.), blev 1780 kommercesekretær, 1782 virkelig kommercesekretær og chef for Søpaskontoret, 1786 dansk konsul i Marokko, 1793 tilbagekaldt, 1797 kommitteret i Økonomi- og Kommercekollegiet, samme år legationsråd med rang som virkelig justitsråd, senere samme år kgl. dansk generalkonsul i Frankrig og 1801 gehejmelegationsråd med rang som virkelig etatsråd.
I Paris virkede han også som mæcen for kunstnere i den danske guldalder. Således købte han i 1812 C.W. Eckersbergs maleri Tegnekunstens oprindelse, der i dag hænger på Fyns Kunstmuseum. 2. september 1812 fik han afsked som kommitteret, men posten som generalkonsul forbeholdt ham, såfremt han måtte ønske atter at overtage den.
I 1825 arvede Classen fra sin fætter, Peter Hersleb Classen den ældre, de classenske ejendomme, bl.a. Classens Have, og blev samtidig direktør i Det Classenske Fideicommis og godsinspektør på fideikommisets gods Corselitze.
Han ægtede Anna Elisabeth "Betzy" Treville (25. juli 1765 – 19. februar 1835 på Ejegod) og fik sønnen, gehejmekonferensråd Peter Hersleb Classen den yngre.
Han er begravet på skovkirkegården ved Corselitze, som han selv havde etableret. Frederiksborgmuseet har et portræt af Classen.